# 大花曼陀羅
大花曼陀羅（学名：Brugmansia suaveolens）为茄科木曼陀羅屬下的一个种。原產巴西東南岸，但在該地絕跡，卻於新喀里多尼亞成為入侵種。

## 扩展阅读
- 維基物種上的相關：大花曼陀羅

1. ↑  Hequet, Vanessa.  (PDF). 2009: 17  [2019-09-22]. （原始内容存档 (PDF)于2019-11-26） （法语）.